# Prêmio em Ciências Químicas NAS
O Prêmio em Ciências Químicas NAS (em inglês:  NAS Award in Chemical Sciences) da Academia Nacional de Ciências dos Estados Unidos é concedido para pesquisas inovativas em ciências químicas que em amplo sentido contribuem para o melhor entendimento das ciências naturais e benefício da humanidade.